# Notophyllum tectum
Notophyllum tectum är en ringmaskart som först beskrevs av Chamberlin 1919.  Notophyllum tectum ingår i släktet Notophyllum och familjen Phyllodocidae. Inga underarter finns listade i Catalogue of Life.